# Bassogigas gillii
Bassogigas gillii är en fiskart som beskrevs av Goode och Bean, 1896. Bassogigas gillii ingår i släktet Bassogigas och familjen Ophidiidae. Inga underarter finns listade.